# أليسون وايت
أليسون وايت (2 يناير 1881 - 20 مارس 1962 في المملكة المتحدة) (بالإنجليزية: Alison White)‏ هو لاعب كريكت بريطاني (وحمل سابقاً جنسية المملكة المتحدة لبريطانيا العظمى وأيرلندا). لعب مع نادي مقاطعة غلوستر للكريكت ‏.

## وصلات خارجية
- أليسون وايت على موقع إي آس بي آن كريك إنفو (الإنجليزية)